# 里奇法姆 (伊利諾伊州)
里奇法姆（英語：Ridge Farm，或譯里奇農場）是位於美国伊利诺伊州弗米利恩縣的一個村落。

## 地理
里奇法姆的座標為40°53′49″N 87°39′09″W / 40.89694°N 87.65250°W，而該地最高點為海拔高度214米（即702英尺）。

## 人口
根據2010年美國人口普查的數據，里奇法姆的面積為7.92平方千米，當中陸地面積為7.92平方千米，而水域面積為0.00平方千米。當地共有人口882人，而人口密度為每平方千米111人。